# Objezierze (Trzebielino)
Objezierze (deutsch Wobeser, kaschubisch Òbjezeré) ist ein Dorf in der polnischen Woiwodschaft Pommern und gehört zur Landgemeinde Trzebielino (Treblin) im Powiat Bytowski (Kreis Bütow).

## Geographische Lage
Das Dorf liegt in Hinterpommern, etwa  23 Kilometer südlich der Stadt Słupsk (Stolp). Bis Bytów (Bütow) im Südosten sind es 29 Kilometer und bis Miastko (Rummelsburg i. Pom.)  im Südsüdwesten 38 Kilometer.

## Geschichte

Wobeser, nordnordöstlich von Rummelsburg und nordnordwestlich des Kirchdorfs Treblin, auf einer Landkarte von 1915

Das Dorf Wobeser war ein alter Wobeserscher Besitz und hat diesem Geschlecht den Namen gegeben. Im Jahre 1590 waren hier acht Bauern und zwei Kossäten registriert, 1833 gab es acht Bauern und sechs Kossäten.
Der einstige Holzkaten hatte den Namen Ulrich erhalten und war zum Vorwerk ausgebaut worden. 1806 entstanden der Sengerkaten und später noch die Vorwerke Franzhof und Friederikenhöh. Bis 1871 waren diese Wohnteile bis auf Friederikenhöh eingegangen. Nach 1885 wurde dann der Glienkamp angelegt.
In einem Erbvergleich der Gebrüder Wobeser erhielt 1533 Jürgen Wobeser das Dorf Wobeser mit Missow. Sein Nachfolger wurde Woyschlaff Wobeser 1575. Ein Teil des Besitzes gelangte im 17. Jahrhundert an die von Puttkamer.
1717 waren Oswald von Wobeser und die Witwe des Jakob Edgard von Wobeser Besitzer des Dorfes. 1764 wurde Georg Henning von Wobeser alleiniger Eigentümer. Ludewig Benjamin von Wobeser verkaufte das Gut nebst Missow 1801 an Anton Ludwig von Puttkamer. 1892 dann war Wobeser im Besitz des Friedrich Rieck.
Am 28. Dezember 1910 wurde der Gutsbezirk Wobeser in die Landgemeinde Wobeser eingegliedert.
Im Jahre 1812 hatte Wobeser 49 Einwohner, 1853 waren es 52, 1885 bereits 108 und 1925 schon 172.
Anfang der 1930er Jahre hatte die Landgemeinde Wobeser eine Flächengröße von 11,5 km². Innerhalb der Gemeindegrenzen standen zusammen 49 bewohnte
Wohnhäuser an fünf verschiedenen Wohnstätten:
1. Chausseehaus
2. Friederikenhöh
3. Glienkenhof
4. Wobeser Mühle
5. Wobeser

Um 1935 hatte Woberser u. a. einen Gasthof, zwei Gemischtwarenläden, eine Pferdehandlung, eine Schlosserei und eine Schmiede. Im Jahre 1933 wurden 384 Bewohner gezählt, 1939 waren es 371.
Vor 1945 gehörte Wobeser zum pommerschen Landkreis Rummelsburg im Regierungsbezirk Köslin der preußischen Provinz Pommern des Deutschen Reichs. Mit der Gemeinde Missow war es in den Amtsbezirk Gumenz  eingegliedert, und auch das zuständige Amtsgericht war hier.
Gegen Ende des Zweiten Weltkriegs wurde Wobeser Anfang März 1945 von der Roten Armee eingenommen. Anschließend wurde Wobeser zusammen mit ganz Hinterpommern von der Sowjetunion der Volksrepublik Polen zur Verwaltung überlassen.  Es begann danach allmählich die Zuwanderung von Polen. Die einheimische Bevölkerung wurde in der Folgezeit von der polnischen Administration vertrieben. Der Ortsname wurde zu „Objezierze“ polonisiert.
Seit 1945 ist Wobeser Teil der Gmina Trzebielino im Powiat Bytowski in der Woiwodschaft Pommern (1975–1998 Woiwodschaft Stolp). In dem Ort, der heute 234 Einwohner zählt, besteht ein Schulzenamt, zu dem auch Myślimierz (Friederikenhöh) gehört.

## Kirche

### Dorfkirche
Zunächst gab es in Wobeser lediglich eine evangelische Kapelle. Um die Dienste des Quackenburger Pfarrers in dieser Kapelle gab es jahrhundertelang Streit mit dem Gutsbesitzer von Wobeser. 1823 wurden die Kapelle wegen Baufälligkeit abgerissen und 1852 durch eine neue ersetzt. Im Jahre 1886 schließlich wurde die evangelische Dorfkirche eingeweiht.
Nach 1945 wurde das Kirchengebäude zwangsenteignet.
Das zunächst von der Evangelischen Kirche in Polen in Beschlag genommene Kirchengebäude wurde auch nach 1945 durch die deutschsprachigen evangelischen Gemeinden der Region genutzt. Nachdem der örtliche katholische Pfarrer Weihnachten 1971 Zugang zur Kirche erhalten hatte, ließ dieser die Schlösser tauschen und verweigerte der evangelischen Gemeinde den Zugang, seitdem wird die beschlagnahmte Kirche ausschließlich für katholische Gottesdienste genutzt.

### Kirchspiel bis 1945
Die Bevölkerung von Wobeser war vor 1945 überwiegend evangelisch. Mit Missow  bildete der Ort eine eigene Kirchengemeinde, die Filialgemeinde im Kirchspiel Quackenburg im Landkreis Stolp war. Bis 1859 erfolgten Kirchenbuch-Eintragungen im Kirchenbuch der mater Quackenburg.
Im Jahre 1940 zählte die evangelische Kirchengemeinde Wobeser 540 Gemeindeglieder (von 3122 im gesamten Kirchspiel). Sie gehörte zum Kirchenkreis Stolp-Stadt im Ostsprengel der Kirchenprovinz Pommern der Kirche der Altpreußischen Union. Letzter deutscher Geistlicher war Pfarrer Max Lechner.
Das katholische Kirchspiel war in Rummelsburg i. Pom.

### Kirchspiel seit 1946
Die seit 1945 und Vertreibung der Einheimischen hier lebende polnische Dorfbevölkerung ist mehrheitlich katholisch. Die polnische katholische Kirchengemeinde ist – wie auch Cetyń (Zettin) – Filialgemeinde in der Pfarrei Suchorze (Zuckers) im Dekanat Miastko (Rummelsburg) im Bistum Köslin-Kolberg der Katholischen Kirche in Polen.
Hier lebende evangelische Kirchenglieder gehören zum Kirchspiel der Kreuzkirche in Słupsk (Stolp) in der Diözese Pommern-Großpolen der Evangelisch-Augsburgischen Kirche in Polen.

### Kirchturmsage
Der Kirchturm von Wobeser fand Eingang in eine Sage, die Jodocus Donatus Hubertus Temme (1798–1881) erzählt. Danach befand sich der hohe weiße Turm in einer derartigen Höhenlage, dass man ihn bis weit hinein in der Ostsee sehen konnte. Das Dorf erhielt von der Stadt Lübeck, die in der Ostsee eine rege Schifffahrt betrieb, regelmäßig Geld, um den Turm als seemännisches Merkzeichen stets mit Kalkanwurf weiß halten zu können.

## Schule
Im Jahre 1813 zählte die Wobeser Schule einen Lehrer und siebzehn Kinder, 1932 kamen auf einen Lehrer 63 Schulkinder.

## Verkehr
Der Ort ist zu erreichen über die polnische Landesstraße 21 (ehemalige deutsche Reichsstraße 125), die von Słupsk (Stolp) nach Miastko (Rummelsburg) führt. Bis zur heutigen Kreisstadt Bytów (Bütow) sind es 29 Kilometer, und bis zur ehemaligen Kreismetropole Rummelsburg 38 Kilometer.
Bahnanschluss bestand von 1883 bis 1991 über die Station Zielin Miastecki (Sellin) an der Bahnstrecke Lipusz–Korzybie (Lippusch–Zollbrück), die dann geschlossen wurde.